# کامیلو پونسه انریکس (سیاستمدار)
کامیلو پونسه انریکس (انگلیسی: Camilo Ponce Enríquez؛ زاده ۳۱ ژانویهٔ ۱۹۱۲ – درگذشته ۱۳ سپتامبر ۱۹۷۶) سیاست‌مدار اهل اکوادور بود. وی از ۱ سپتامبر ۱۹۵۶ تا ۳۱ اوت ۱۹۶۰ رئیس‌جمهور اکوادور بود.
کامیلو پونسه انریکس در ۱۳ سپتامبر ۱۹۷۶، در سن ۶۴ سالگی درگذشت.